# Adile Zogu
Adile Zogu (Lis, 9 aprile 1890 – Parigi, 6 febbraio 1966) è stata una principessa albanese, sorella maggiore del re Zog I di Albania e membro della dinastia Zogu.

## Biografia
Adile Zogu nacque, presumibilmente, il 9 aprile 1890 al Castello di Burgajet, a Lis, Albania, allora parte dell'Impero ottomano. La sua data di nascita è incerta: sebbene 1890 sia l'anno segnato sulla sua lapide, indicò spesso di essere nata nel 1894, a causa dell'abitudine delle principesse Zogu di ringiovanirsi, e forse anche per nascondere il fatto che, se fosse davvero nata nel 1890, sua madre sarebbe stata appena tredicenne alla sua nascita, mentre suo padre aveva trent'anni.  
In ogni caso, era la figlia primogenita del governatore ereditario di Mat Xhemal Zogolli, poi Xhemal Zogu, e della sua seconda moglie, Sadije Toptani. Aveva un fratellastro maggiore, Xhelal Zogu, due fratelli minori, Zog I e uno morto bambino, e cinque sorelle minori.  
Nel 1909 sposò il maggiore Emin Bey Agolli Doshishti (1890–1988), figlio di Salih Agolli Doshishti e Gylije Allaj, nobili albanesi proprietari di vaste tenute vicino al lago Ohrid. Il matrimonio era stato combinato dalle rispettive famiglie anni prima. Ebbero tre figli e cinque figlie e si separarono nel 1925, anche se non divorziarono mai ufficialmente.  
Dopo la salita al trono di suo fratello Zog I nel 1928 Adile, ora Sua Altezza Reale la Principessa Adile di Albania, si occupò, insieme alla madre, della gestione della casa reale, preferendo condurre, come sua sorella Nafije e a differenza delle quattro sorelle più piccole, una vita lontana dal pubblico, ma dovette abbandonare il compito per ritirarsi, insieme alla figlia minore, in un sanatorio svizzero, dopo essere state contagiate dalla tubercolosi. Rientrarono il Albania poco prima di doverne di nuovo fuggire nel 1939, a causa del rovesciamento degli Zogu da parte degli italiani. Adile accompagnò il fratello Zog in Inghilterra, ma fu l'unica sorella a non seguirlo in Egitto, e si stabilì invece a Henley-on-Thames con le figlie e la cognata Ruhije, sorella del marito e allo stesso tempo prima moglie del fratellastro di Adile, Xhelal Zogu.  
Nel 1955, si riunì con la famiglia sopravvissuta in Francia, vivendo col figlio maggiore. Morì a Parigi il 6 febbraio 1966 e fu sepolta a Thiais.

## Discendenza
Dal suo matrimonio, Adile ebbe tre figli e due figlie:
- Principe Salih Zogu Agolli (1913-1983). Celibe e senza figli.
- Principe Hysein Zogu Agolli (1914-?). Sposò Asma Çerçistopalli, da cui ebbe:
  - Sermet Doshishti-Agolli
  - Sevin Sadija Doshishti-Agolli
- Principe Sherafedin Zogu Agolli (26 maggio 1921-giugno 1965). Sposò Helen Jordan, da cui ebbe:
  - John Steven Doshishti
- Principessa Teri Zogu Agolli (10 settembre 1923-ottobre 2001). Sposò Robert Henry Cooper, da cui ebbe:
  - William Jeremy Daniel Cooper
  - Westrow Gerald Alan Cooper
- Principessa Danush Zogu Agolli (29 giugno 1925-11 ottobre 1999). Sposò Robert Martin Roudabush Jr., da cui ebbe:
  - Robert M. Roudabush III
  - John E. Roudabush
  - Teri Anne Roudabush Bennett

## Ascendenza
|                   |                   |                      | Genitori |  |  | Nonni             |  |  | Bisnonni          |  |
|                   |                   |                      |          |  |  | Xhelal Pasha Zogu |  |  | Mahmud Pasha Zogu |  |
|                   |                   |                      |          |  |  | Xhelal Pasha Zogu |  |  | Mahmud Pasha Zogu |  |
|                   |                   | …                    |          |  |  | Xhelal Pasha Zogu |  |  |                   |  |
| Xhemal Pasha Zogu |                   |                      |          |  |  | Xhelal Pasha Zogu |  |  |                   |  |
|                   |                   | Ruhije Alltuni       | …        |  |  |                   |  |  |                   |  |
|                   |                   | Ruhije Alltuni       | …        |  |  |                   |  |  |                   |  |
|                   |                   | Ruhije Alltuni       | …        |  |  |                   |  |  |                   |  |
| Adile Zogu        |                   | Ruhije Alltuni       |          |  |  |                   |  |  |                   |  |
|                   | Salah Bey Toptani | …                    |          |  |  |                   |  |  |                   |  |
|                   | Salah Bey Toptani | …                    |          |  |  |                   |  |  |                   |  |
|                   | Salah Bey Toptani | …                    |          |  |  |                   |  |  |                   |  |
| Sadije Toptani    | Salah Bey Toptani |                      |          |  |  |                   |  |  |                   |  |
|                   |                   | Annije Hanem Toptani | …        |  |  |                   |  |  |                   |  |
|                   |                   | Annije Hanem Toptani | …        |  |  |                   |  |  |                   |  |
|                   |                   | Annije Hanem Toptani | …        |  |  |                   |  |  |                   |  |
|                   |                   | Annije Hanem Toptani |          |  |  |                   |  |  |                   |  |